# Karel Hlaváček

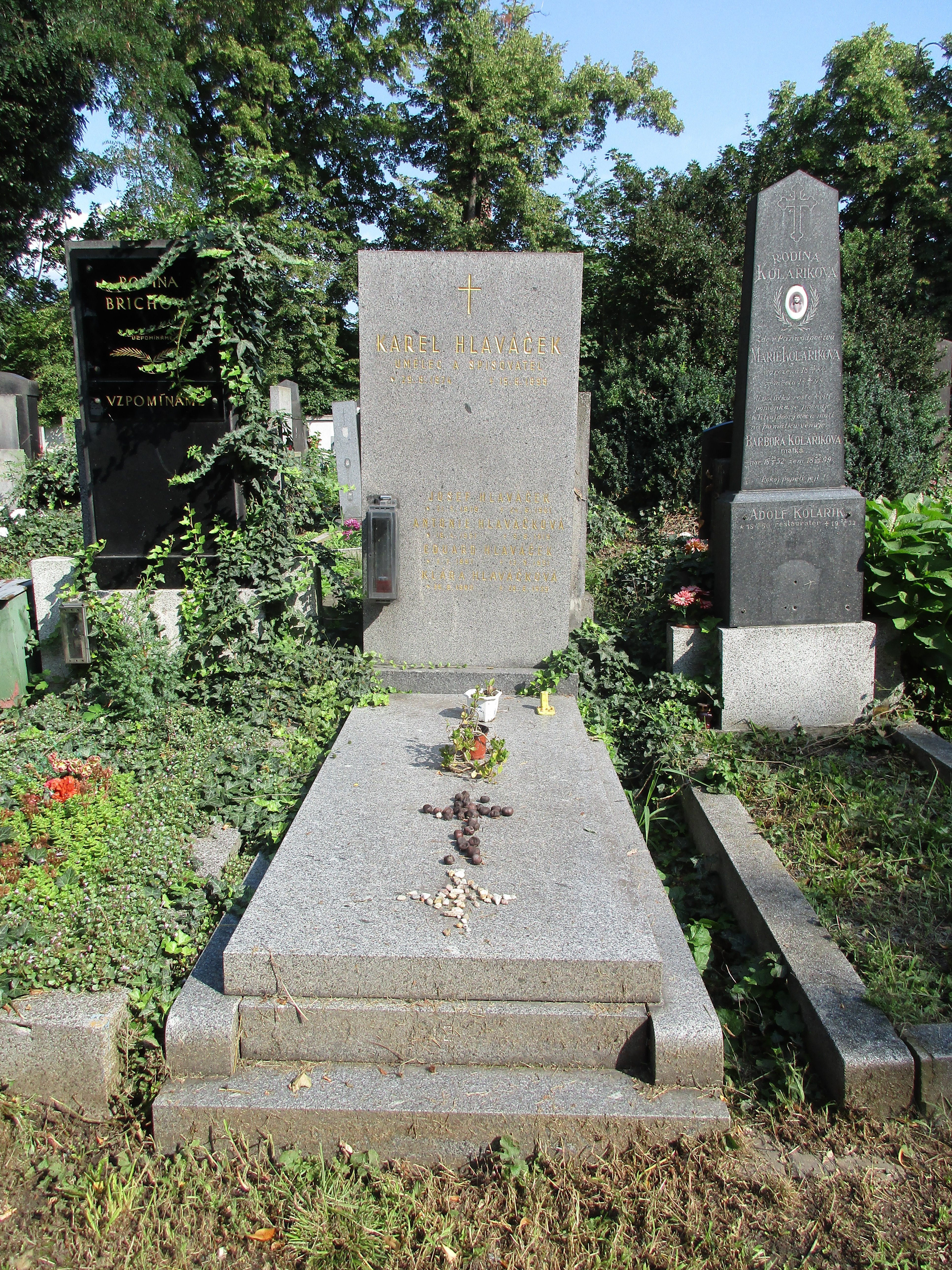
Hrob Karla Hlaváčka (1874-1898), českého dekadentního básníka a výtvarníka na hřbitově v Libni

Karel Hlaváček (29. srpna 1874 Libeň – 15. června 1898 Libeň) byl český básník a výtvarník. Významný český dekadent a představitel českého symbolismu.

## Život
Syn dělníka Josefa Hlaváčka (jenž se potýkal s alkoholismem) a matky Antonie, rozené Zemanové. V letech 1885-1892 vystudoval reálnou školu. Nedokončil studium francouzského jazyka a literatury na Karlově univerzitě, již studoval dva roky. Za svého života se příliš neprosadil a celý život bojoval s finančními problémy. Působil též jako zakládající člen a první předseda sokolské organizace v Praze-Libni. V časopise Sokol publikoval texty básnické, ale věnoval se i tématům, jako byly metodika tělesného cvičení, organizační a ideové otázky sokolství vůbec. Bydlel ve Staré Libni v dnešní Podlipného ulici nedaleko křižovatky se Zenklovou ulici v místě zvaném U Kříže, je zde umístěna jeho pamětní deska. Neměl stálé zaměstnání, pouze příležitostné honoráře; též ho podporovala jeho rodina. Zkraje zimy 1895 nastoupil vojenskou službu v Praze, ale brzy byl odeslán byl do italského Tridentu. Vojnu Hlaváček nesnášel dobře jak zdravotně, tak mentálně, naštěstí byl právě ze zdravotních důvodů předčasně propuštěn do civilu už v březnu 1896. 
Svá literární díla publikoval v časopise Moderní revue, kde také otiskoval své výtvarné kritiky a ilustrace. Jako malíř byl autodidakt (byť absolvoval výtvarný kurs v Uměleckoprůmyslové škole), ovlivněný dílem Féliciena Ropse, J. Sattlera a Edvarda Muncha.
Ilustroval knihy Arnošta Procházky, Otokara Březiny, Jiřího Karáska ze Lvovic, Stanisłava Przybyszewského a své vlastní. Jeho malířské dílo bylo oceněno až posmrtně. Hlaváčkův otec, na rozdíl od matky, synovo umělecké snažení neuznával. 
Jeho jedinou a celoživotní láskou byla o něco starší libeňská učitelka Marie Balounová. Jejich korespondence byla knižně vydána roku 1926 a vyplývá z ní, že byl v tomto vztahu v určité submisivní poloze. Jejich vztah byl pro Hlaváčka naplněn nejistotou a strachem. Jistě také vnímal to, že láska k Marii znamená odklon od vlastní rodiny. Jeho zodpovědnost tak byla vystavena neustálým pochybám, zda rodinu svým odchodem nezrazuje a nenechává napospas násilnickému otci. Balounová Hlaváčka přežila o celých padesát let.    
Zemřel na tuberkulózu, jež se u něj začala výrazně projevovat v únoru 1898, kvůli obecně chatrnému zdraví byl předčasně propuštěn z vojny ještě předtím (snad kvůli srdeční vadě, o niž se jednou zmínil v korespondenci se S. Przybyszewskim). Jeho nejbližší přátelé z okruhu Moderní revue organizovali finanční i jinou pomoc, aby zachránili jeho život, ale marně. Je pohřben na libeňském hřbitově.

## Spisy
Pro jeho sbírky je typická hudebnost.
- Sokolské sonety (1895)[6] – První básnická sbírka. Většinou se jedná o apelativní verše, ale jsou zde i dekadentní a impresionistické rysy. Časopis Sokol sbírku vřele přijal, ne tak Moderní revue, v níž byla vyčítavě odmítnuta. 
  - oslava sokolského sletu
- Pozdě k ránu (1896)[6] – Sbírka je zajímavá svoji zvukovou stavbou a melodií – tohoto dosahuje opakováním slov a zvláštním rýmem. V těchto básních se snaží čtenáři vsugerovat nějakou náladu, využívá k tomu zvuku slov. Často ukazuje neskutečnou krajinu v době přechodu dne a noci. Básně jsou melancholické a smutné. Sbírka je typickou ukázkou českého symbolismu;
  - psáno v Ich formě, je monotónní
  - hudební nástroje viola, buben → hluboké tóny
  - báseň Svou violu jsem naladil co možno nejhlouběji [7]

- Mstivá kantiléna[8] – Básně jsou psány z pohledu člověka, který je ponechán napospas hladu. Symbol nachází v postavách tzv. Geusů – tj. zchudlých potomků nizozemské šlechty ze 16. století.
- Žalmy – nábožensky laděná sbírka hymnických básní, stylizovaných do podoby biblických žalmů, nedokončeno.
- Z pozůstalosti – spisy vydané po Hlaváčkově smrti.

### Posmrtně
- Karel Hlaváček (1907) – s výborem básní [9]
- Básně (1930) [10]
- Kritiky (1930) [11]
- Sokolské básně a studie (1930) [12]

## Posmrtná ocenění
- V Libni byla jeho jménem nazvána nově vzniklá ulice s bytovými domy. Ulice Karla Hlaváčka se nachází jen několik set metrů od ulice Podlipného
- Na rodném domě v ulici Podlipného je umístěna pamětní deska

## Galerie

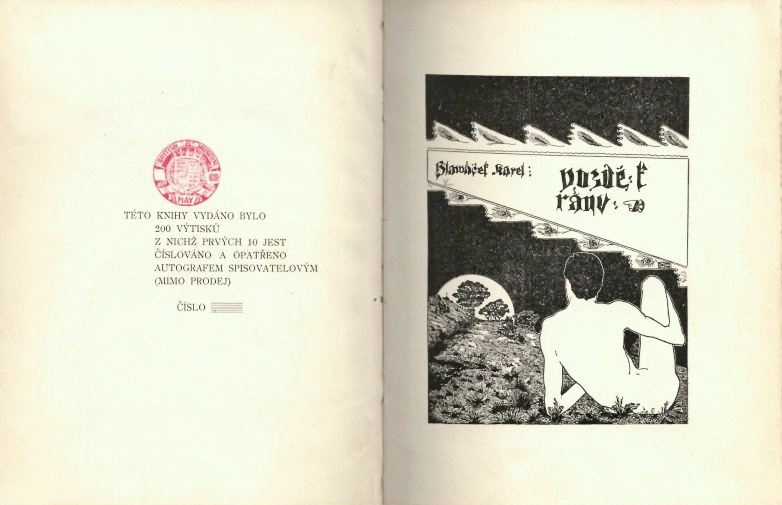
Karel Hlaváček: Pozdě k ránu, titulní dvojstrana (1986)
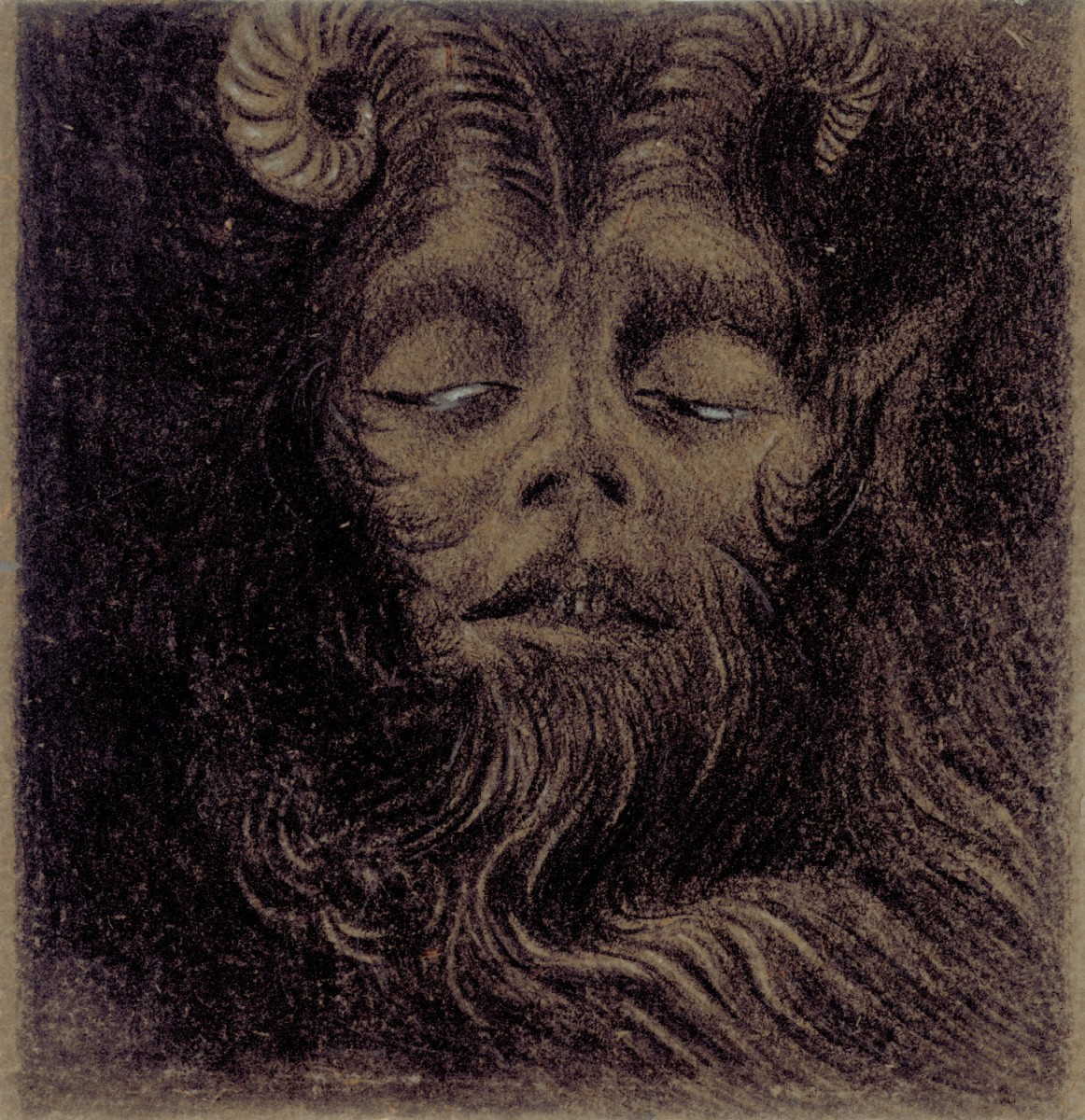
Faun (1897)
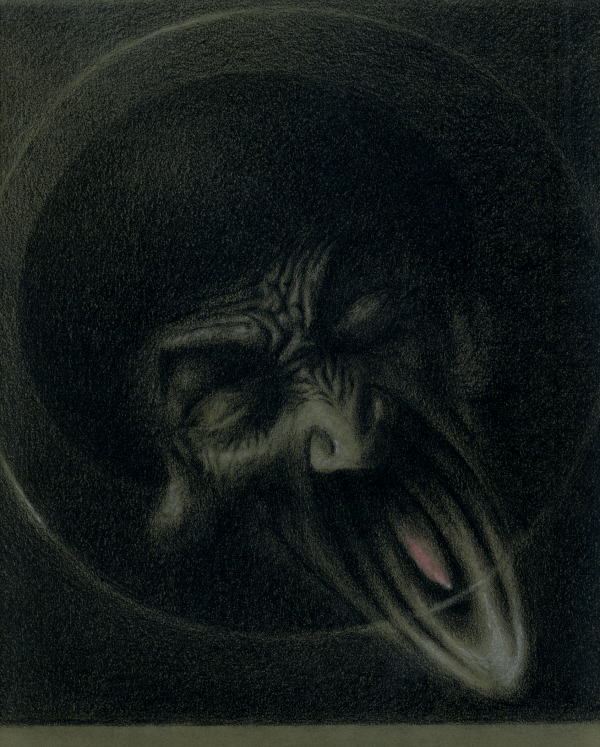
Vyhnanec (1896-1897), PNP v Praze
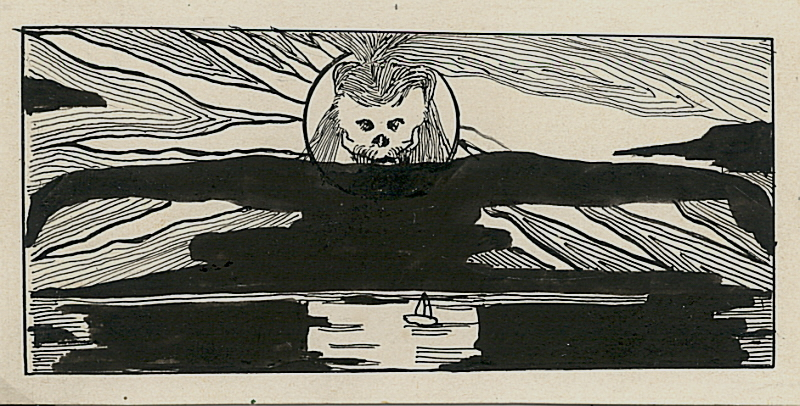
Záhlaví s hlavou démona, 1897, PNP v Praze
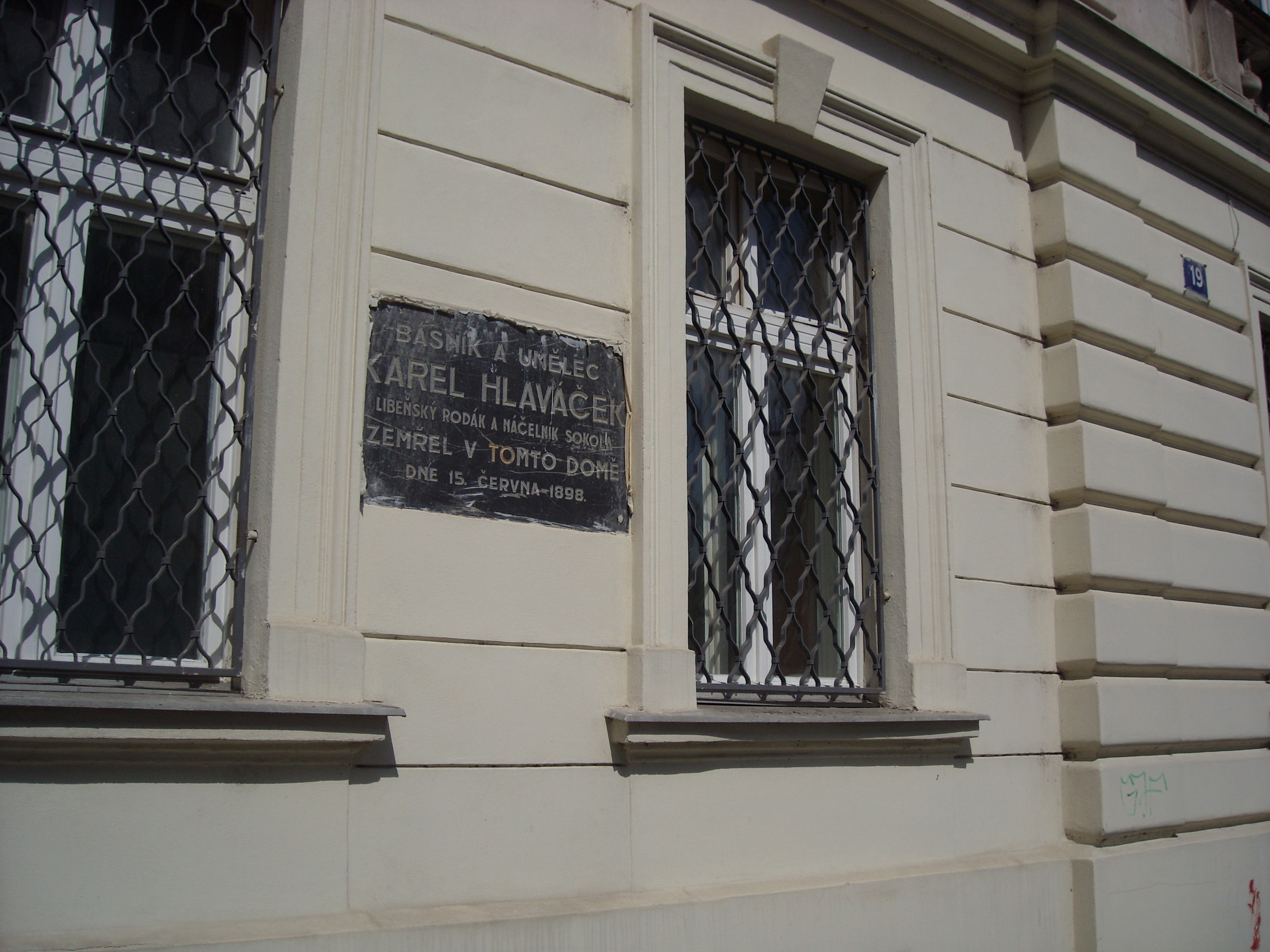
Pamětní deska v Podlipného ulici, Libeň, Praha 8